# Serbische Leichtathletik-Hallenmeisterschaften 2023
Die Serbischen Leichtathletik-Hallenmeisterschaften 2023 wurden am 18. und 19. Februar in der Atletska dvorana in der Hauptstadt Belgrad ausgetragen. Die Mehrkampfbewerbe wurden bereits am 4. und Februar an derselben Stelle ausgetragen.

## Medaillengewinner

### Männer
| Disziplin         | Gold                                                                                          | Leistung       | Silber                                                                           | Leistung    | Bronze              | Leistung       |
| ----------------- | --------------------------------------------------------------------------------------------- | -------------- | -------------------------------------------------------------------------------- | ----------- | ------------------- | -------------- |
| 60 m              | Aleksa Kijanović                                                                              | 6,66 s =NR     | Stefan Kaljuš                                                                    | 6,86 s PB   | Danilo Majstorović  | 6,91 s         |
| 200 m             | Boško Kijanović                                                                               | 21,35 s        | Stefan Kaljuš                                                                    | 22,29 s PB  | Mateja Sandić       | 22,35 s        |
| 400 m             | Boško Kijanović                                                                               | 47,16 s PB     | Nikola Kostić                                                                    | 48,08 s     | Ivan Marković       | 48,79 s SB     |
| 800 m             | Elzan Bibić                                                                                   | 1:51,11 min PB | Darijo Bašić Palković                                                            | 1:54,31 min | Filip Nedeljković   | 1:56,22 min PB |
| 1500 m            | Aldin Ćatović                                                                                 | 3:58,51 min    | Kabir Ziljkić                                                                    | 3:59,64 min | Nikola Mijailović   | 4:03,29 min PB |
| 3000 m            | Nikola Raičević                                                                               | 8:21,28 min    | Aldin Ćatović                                                                    | 8:28,71 min | Maksim Puškar       | 8:33,63 min SB |
| 60 m Hürden       | Luka Trgovčević                                                                               | 7,94 s         | Bogdan Vidojković                                                                | 8,05 s      | Strahinja Radaković | 8,36 s PB      |
| 4 × 200 m Staffel | Crvena Zvezda Belgrad Nikola Kovačević Bogdan Vidojković Mateja Sandić Stefan Kaljuš          | 1:27,91 min    | OAK Belgrad Danilo Majstorović Ivan Marković Filip Stojanovski Teodor Mijajlović | 1:30,45 min |                     |                |
| 4 × 400 m Staffel | Crvena Zvezda Belgrad Petar Andrović Aleksandar Kamaljević Bogdan Vidojković Nikola Kovačević | 3:23,94 min    |                                                                                  |             |                     |                |
| Hochsprung        | Emir Rovčanin                                                                                 | 2,11 m         | Nikola Mujanović                                                                 | 2,08 m      | Sanin Preljević     | 2,00 m         |
| Stabhochsprung    | Đorđe Mihajlović                                                                              | 4,40 m         | Milan Čajić                                                                      | 4,20 m =PB  |                     |                |
| Weitsprung        | Lazar Anić                                                                                    | 7,82 m SB      | Strahinja Jovančević                                                             | 7,58 m      | Luka Bošković       | 7,48 m NU18R   |
| Dreisprung        | Miloš Mijatović                                                                               | 14,24 m PB     | Dušan Vraneš                                                                     | 13,54 m PB  | Milan Mladenović    | 13,50 m PB     |
| Kugelstoßen       | Armin Sinančević                                                                              | 21,19 m SB     | Asmir Kolašinac                                                                  | 20,36 m =SB | Bogdan Zdravković   | 18,56 m SB     |
| Siebenkampf       | Nikola Mujanović                                                                              | 4687 Punkte PB | Milan Čajić                                                                      | 4379 Punkte | Veljko Rosić        | 4254 Punkte PB |

### Frauen
| Disziplin         | Gold                                                                    | Leistung       | Silber                                                                           | Leistung        | Bronze              | Leistung       |
| ----------------- | ----------------------------------------------------------------------- | -------------- | -------------------------------------------------------------------------------- | --------------- | ------------------- | -------------- |
| 60 m              | Milana Tirnanić                                                         | 7,34 s SB      | Ivana Ilić                                                                       | 7,41 s PB       | Milica Pelemiš      | 7,52 s PB      |
| 200 m             | Ivana Ilić                                                              | 24,10 s PB     | Tamara Vuletić                                                                   | 24,99 s         | Aleksandra Pešić    | 25,07 s PB     |
| 400 m             | Maja Ćirić                                                              | 54,55 s        | Aleksandra Pešić                                                                 | 55,42 s         | Maja Gajić          | 56,25 s PB     |
| 800 m             | Maša Rajić                                                              | 2:09,51 min    | Katarina Milosavljević                                                           | 2:11,59 min     | Natalija Grujić     | 2:13,77 min PB |
| 1500 m            | Teodora Simović                                                         | 4:30,88 min PB | Mejra Mehmedović                                                                 | 4:31,20 min PB  | Natalija Grujić     | 4:31,23 min PB |
| 3000 m            | Teodora Simović                                                         | 09:38,01 min   | Mejra Mehmedović                                                                 | 09:39,25 min PB | Milica Tomašević    | 10:10,55 min   |
| 60 m Hürden       | Anja Lukić                                                              | 8,22 s =SB     | Milica Emini                                                                     | 8,27 s          | Marija Bukvić       | 8,33 s PB      |
| 3000 m Gehen      | Mina Stanković                                                          | 14:06,75 min   | Dunja Eremić                                                                     | 14:54,00 min    | Tijana Savićević    | 16:29,19 min   |
| 4 × 200 m Staffel | AK Mladost Nina Maksic Anđela Paunovic Katarina Jahoda Andrea Prvanović | 1:43,25 min    | Crvena Zvezda Belgrad Dajana Petković Anđela Kondić Saška Sokolov Tamara Vuletić | 1:43,85 min     |                     |                |
| Hochsprung        | Zorana Rokavec                                                          | 1,80 m         | Zorana Bukvić                                                                    | 1,77 m SB       | Stela Ćuk           | 1,73 m PB      |
| Weitsprung        | Milica Gardašević                                                       | 6,90 m PB      | Ivana Vuleta                                                                     | 6,81 m SB       | Marija Bukvić       | 6,10 m         |
| Dreisprung        | Teodora Boberić                                                         | 13,26 m PB     | Aleksandrija Mitrović                                                            | 13,05 m PB      | Natalija Dragojević | 13,01 m =PB    |
| Kugelstoßen       | Mirjana Dasović                                                         | 14,54 m PB     | Milica Poznanović                                                                | 14,23 m PB      | Milica Stojkov      | 13,50 m        |
| Fünfkampf         | Marija Bukvić                                                           | 3652 Punkte    | Mira Vukmirović                                                                  | 3140 Punkte     |                     |                |